# ژوفیا تورما
 ژوفیا تورما (انگلیسی: Zsófia Torma؛ ۲۶ سپتامبر ۱۸۳۲ – ۱۴ نوامبر ۱۸۹۹) یک انسان شناس، دیرین‌شناس، و باستان‌شناس اهل مجارستان بود.